# S-Bahn de Nuremberg
La S-Bahn de Nuremberg est le réseau de S-Bahn, système de transport en commun comparable au RER, desservant la région métropolitaine de Nuremberg/Fürth, en Allemagne. Inauguré le 26 septembre 1987 à l'occasion de la mise en service d'une première ligne de la gare centrale de Nuremberg à Lauf an der Pegnitz, le réseau a été complété par une branche vers Altdorf bei Nürnberg en 1992 et Roth en 2001. Des prolongements majeurs ont été mis en service le 12 décembre 2010 avec l'inauguration de lignes desservant Ansbach, Neumarkt in der Oberpfalz, Bamberg et Hartmannshof. La S-Bahn de Nuremberg compte 272,4 kilomètres de voies sur lesquelles circulent quatre lignes desservant 79 gares. Le réseau est exploité par DB Regio Franken, filiale de la Deutsche Bahn. À travers le Verkehrsverbund Großraum Nürnberg (VGN), la tarification est intégrée avec les autres systèmes de transport de la région, notamment le métro et le tramway de Nuremberg.

## Les lignes

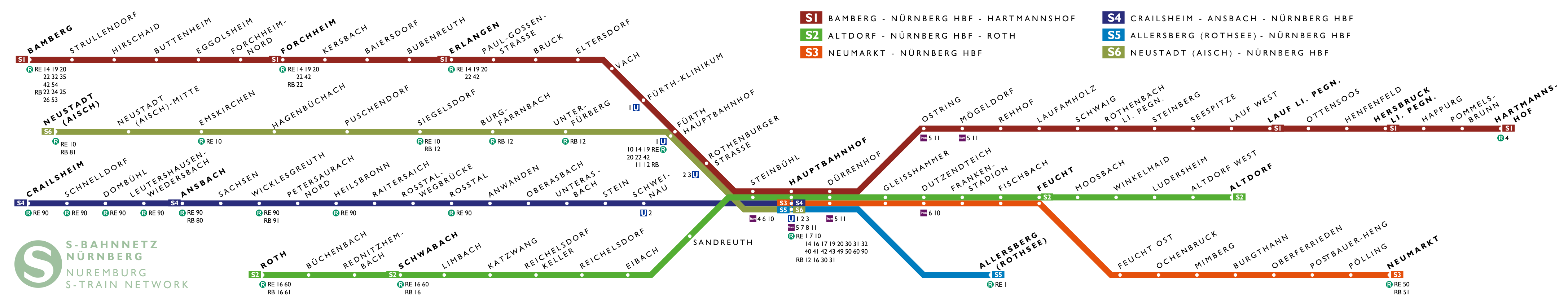
Le réseau.

| Ligne | Parcours | Tracé |
| ----- | --- | ----- |
| S1    | Bamberg – Strullendorf – Hirschaid – Buttenheim – Eggolsheim – Forchheim – Kersbach – Baiersdorf – Bubenreuth – Erlangen – Erlangen Paul-Gossen-Straße – Erlangen-Bruck – Eltersdorf – Vach – Fürth-Klinikum – Fürth (Bay) Hbf – Nürnberg-Rothenburger Straße – Nürnberg-Steinbühl – Nuremberg Hbf – Nürnberg-Dürrenhof – Nürnberg-Ostring – Nürnberg-Mögeldorf – Nürnberg-Rehhof – Nürnberg-Laufamholz – Schwaig (b Nürnberg) – Röthenbach (Pegnitz) – Röthenbach-Steinberg – Röthenbach-Seespitze – Lauf-West – Lauf (links Pegnitz) – Ottensoos – Henfenfeld – Hersbruck (links Pegnitz) – Happurg – Pommelsbronn – Hartmannshof |       |
| S2    | Roth – Büchenbach – Rednitzhembach – Schwabach – Schwabach-Limbach – Katzwang – Reichelsdorfer Keller – Nürnberg-Reichelsdorf – Nürnberg-Eibach – Nürnberg-Sandreuth – Nürnberg-Steinbühl – Nürnberg Hbf – Nürnberg-Dürrenhof – Nürnberg-Gleißhammer – Nürnberg-Dutzendteich – Nürnberg Frankenstadion – Fischbach (b Nürnberg) – Feucht – Feucht-Moosbach – Winkelhaid – Ludersheim – Altdorf West – Altdorf (b Nürnberg) |       |
| S3    | Nuremberg Hbf – Feucht – Feucht Ost – Ochenbruck – Mimberg – Burgthann – Oberferreiden – Postbauer-Heng – Pölling – Neumarkt (Oberpf) |       |
| S4    | Nuremberg Hbf – Nürnberg-Schweinau – Nürnberg-Stein – Unterasbach – Oberasbach – Anwanden – Roßtal – Roßtal-Wegbrücke – Raitersaich – Heilsbronn – Wicklesgreuth – Sachsen (b Ansbach) – Ansbach |       |
| S5    | Nuremberg Hbf – Allersberg (Rothsee) |       |
| S6    | Nuremberg Hbf – Fürth (Bay) Hbf – Fürth-Unterfürberg – Fürth-Burgfarrnbach – Siegelsdorf – Puschendorf – Hagenbüchach – Emskirchen – Neustadt (Aisch) Mitte – Neustadt (Aisch) – Markt Bibart |       |